# Crillon (Oise)
Crillon település Franciaországban, Oise megyében. Lakosainak száma 488 fő (2022. január 1.). Crillon Achy, Bonnières, Glatigny, Hanvoile, Haucourt, Martincourt és Villers-sur-Bonnières községekkel határos.

## Népesség
A település népességének változása:
| Lakosok száma | 453  | 474  | 489  | 491  | 498  | 502  | 497  | 493  | 488  |
|               | 2013 | 2015 | 2016 | 2017 | 2018 | 2019 | 2020 | 2021 | 2022 |